# لورنزو أليمو
لورنزو أليمو (بالإنجليزية: Lorenzo Alaimo)‏ ولد بتاريخ 15 يونيو 1952 في بلجيكا، هو دراج إيطالي سابق.

## روابط خارجية
- لورنزو أليمو على موقع أرشيف الدراجات (الإنجليزية)
- لورنزو أليمو على موقع إحصائيات الدراجات الإحترافية (الإنجليزية)
- لورنزو أليمو على موقع CycleBase (الإنجليزية)